# 李慶華
李慶華（1948年12月3日—），中華民國政治人物。曾連任七屆立法委員，李慶華於2007年至2016年立委任內詐領助理費532萬餘元，支付私人花費如前妻贍養費、旅遊、房貸等，遭檢方以貪污罪起訴，新北地方法院經兩次傳喚皆未出庭後於2018年11月30日對李嫌發布通緝，時效至2041年4月為止。

## 早年及教育
李慶華出生於浙江省杭州市，為前行政院院長李煥之子。妹妹為新聞工作者李慶安，兩人後來曾一同擔任立法委員。
李慶華留學美國時，曾與馬英九等人加入反共愛國聯盟組織。1984年獲得紐約大學歷史學博士，論文為《鄧小平政治傳記（Teng Hsiao-ping's political biography）》。

## 早年職涯
回國後曾任中華民國團結自強協會秘書長，1988年3月起先後擔任中華奧林匹克委員會秘書長、副主席等職，並擔任中華民國體育運動總會副會長。
在香港資深體育新聞主播伍晃榮的著作《波係圓嘅》當中，提及中華民國與中華人民共和國體育方面高層人士，曾在1980年代中，就雙方出席國際運動比賽中使用稱謂、升旗及奏樂等方面在香港進行秘密談判，而臺灣方面的代表，應是當年作為中華奧會的秘書長李慶華，但書中筆誤錯稱為「李夢華」。（書中提到此君乃李煥之子）
1989年4月6日，當時中國奧林匹克委員會主席何振梁與中華奧林匹克委員會秘書長李慶華簽署協議，內容如下：「台灣地區體育團隊及體育組織赴大陸參加比賽、會議或活動，將按國際奧會有關規定辦理，大會（即主辦單位）所編印之文件、手冊、寄發之信函、製作之名牌，以及所做之廣播等等，凡以中文指稱台灣地區體育團隊與體育組織時，均稱之為「中華台北」。 

## 立法委員
1992年底轉入政壇，代表中國國民黨當選於台北市南區為第二屆立法委員，隨後加入國民黨立院次級團體「新國民黨連線」。1993年8月與趙少康、郁慕明等人脫離國民黨共同創立新黨，1996年連任立委後擔任新黨全國競選及發展委員會召集人（相等於黨主席），任內因應其妹參選台北市南區立委，轉戰至台北縣競選連任，並於2000年中華民國總統選舉前夕辭去全委會召集人並退黨支持新臺灣人服務團隊候選人宋楚瑜及張昭雄（當時新黨提名李敖、馮滬祥參選，李敖最後表態支持宋楚瑜），社會譁然。後加入宋楚瑜創立的親民黨，獲提名並當選第五屆、第六屆立法委員。
2005年以親民黨籍連任不久後，因不滿主席宋楚瑜與時任總統陳水扁會面，和親民黨籍立委邱毅共同退黨，李慶華並於六月重返中國國民黨黨團運作並恢復黨籍。
十二年來，原本退出國民黨、籌組新黨，2000年總統大選前夕再退出新黨、並加入親民黨、扁宋會後重返國民黨。
2007年國民黨台北縣第八選舉區立委初選時，以些微差距敗給時任立委張慶忠，他批評張慶忠買人頭黨員作弊、黨部包庇聯合舞弊賄選，他高分貝質問黨中央是否「要提名作弊的人？」他說，如果提名「賓館大王」參選，選擇和黑金站在一起，如何號召改革？整個初選過程對國民黨改革是最大的諷刺。黨中央可以坐視人頭黨員的問題，可以主謀不處理，只處理臨時演員？是因為張慶忠財力雄厚，是高層關係不錯。李慶華說，張慶忠立委3年來不問政，是台北縣三大賓館的老闆，竟然黨員票比吳伯雄多出一倍，真的可以選黨主席。
初選失利後，2008年獲國民黨提名於臺北縣第十二選舉區競選連任；以往被認為較具都會色彩的他，在選情較不看好的情況下成功深入山區、北海岸、東北角等地，加上以往即有優勢的都會區選票，終以過半票數擊敗時任立委陳朝龍及前汐止鎮長廖學廣，第三度成功轉戰其他選區。
2009年李慶華在立法院內政委員會因一句「有沒有家教」和邱議瑩引發衝突，在李慶華續罵邱潑婦後，邱回賞巴掌。
2012年遭逢兩位前立委的強勢挑戰，包括曾於立院毆打其妹李慶安的羅福助及高票回鍋新北市議員的沈發惠；雖然羅福助在雙溪取得領先，貢寮則是沈取得最高票，部分行政區得票率也因此減少，仍成功守住金山、平溪等偏綠的行政區，加上票倉汐止大勝，終以四成餘的得票率順利連任。
2015年9月獲頒公督盟優秀立委，並於2016年遭遇民進黨禮讓的時代力量參選人黃國昌，雖然泛綠出現整合問題但適逢國民黨表現不佳之際、投票率低落，在北海岸的數鄉鎮只在瑞芳小勝、人口數最多的傳統泛藍票倉汐止大輸近一萬票，吞下從政以來的首場敗仗，也改變了北海岸的藍綠版圖，以超過一萬兩千票之差無緣八連霸。值得一提的是，李慶華是當年新北市得票率最高的國民黨立委落選人，也是與當選者差距最近者。
2016年1月16日敗選當晚並未出現於競選總部，僅透過幕僚發出聲明，之後也未現身謝票，幾乎「神隱」，並在23年的立委生涯結束前關閉臉書專頁，淡出政壇。其連任七屆立委的紀錄與當年轉戰不分區立委的黃昭順相當，在立院資歷僅次於時任院長王金平及副院長洪秀柱。
2017年1月，傳出支持曾任代理主席的前副總統吳敦義挑戰洪秀柱的國民黨主席大位，並將任競選發言人一職。2月，睽違一年再度出現在鏡頭前，同時發布聲明駁斥擔任發言人的傳聞，但證實自己在2017年中國國民黨主席選舉的確支持吳敦義。5月，吳敦義勝選主席，李亦陪同慶祝，這也是他最後一次出現在公眾面前。
2018年12月，前立委李慶華涉自2007年至2016年立委任內，利用人頭向立法院詐領助理補助款532萬元，用來支付前妻贍養費、個人旅遊、房貸等私人花費，被依貪污等罪起訴，新北地院11月兩次傳喚李慶華出庭皆未到，連律師也沒請，雖法官簽發拘票，但至今拘提未著，法院已在2018年11月30日對他發布通緝，時效至2041年4月。
值得一提的是，雖其於2016年敗選後，國會資歷止於七連霸，但卻是至今唯一一位於新北市第十二選舉區連任兩屆的立法委員。

### 罷免制度
2013年，台灣環境保護聯盟發動罷免核四廠與核一廠所在區域選出的立委李慶華（貢寮）與吳育昇（石門）。表示，預計立法院會期休會前可連署達到第一階段提案門檻選區選舉人數的二％（吳、李分別為五七六五、四八二九人），若罷吳案成立，約需14萬人投票。
邱文彥、紀國棟、謝國樑、吳育昇、江啟臣、李慶華六位立法委員於2012年9月提出公職人員選舉罷免法部分條文修正草案，將原「提案人、連署人皆須提供姓名、身分證字號、戶籍地址」之規定，再增訂連署罷免時必須附上身份證影本並簽下切結書等條款。

### 出席紀錄
公民監督國會聯盟紀錄
- 2008年2月1日至3月26日，院會應出席15次、委員會應出席19次，總計34次，缺席19次。
- 2008年4月1日至4月30日，院會應出席4次、委員會應出席16次，總計20次，缺席1次。

## 選舉紀錄
| 年度 | 選舉屆數           | 選舉區             | 所屬政黨   | 得票數 | 得票率 | 當選標記     | 備註   |
| ---- | ------------------ | ------------------ | ---------- | ------ | ------ | ------------ | ------ |
| 1992 | 第二屆立法委員選舉 | 臺北市第二選舉區   | 中國國民黨 | 32,472 | 5.51%  |              | [ 16 ] |
| 1995 | 第三屆立法委員選舉 | 臺北市第二選舉區   | 新黨       | 52,997 | 9.07%  |              |        |
| 1998 | 第四屆立法委員選舉 | 臺北縣第三選舉區   | 新黨       | 39,295 | 8.37%  |              |        |
| 2001 | 第五屆立法委員選舉 | 臺北縣第三選舉區   | 親民黨     | 61,112 | 10.41% |              |        |
| 2004 | 第六屆立法委員選舉 | 臺北縣第三選舉區   | 親民黨     | 44,956 | 8.46%  |              |        |
| 2008 | 第七屆立法委員選舉 | 臺北縣第十二選舉區 | 中國國民黨 | 63,297 | 51.96% | 本屆選制更改 |        |
| 2012 | 第八屆立法委員選舉 | 新北市第十二選舉區 | 中國國民黨 | 73,953 | 42.07% |              |        |
| 2016 | 第九屆立法委員選舉 | 新北市第十二選舉區 | 中國國民黨 | 68,318 | 43.71% |              |        |

## 外部連結
- 立法委員－李慶華委員簡介 （页面存档备份，存于）
- YouTube上的李慶華頻道
- 重要緊急查緝專案-李慶華-內政部警政署刑事警察局全球資訊網